# Alphonse Combe-Velluet
Louis Adolphe Alphonse Velluet dit Alphonse Combe-Velluet, né à Poitiers le 13 décembre 1843 et mort à Niort le 19 juin 1902, est un peintre français.

## Biographie
Élève de Jean-Léon Gérôme, membre du Salon des artistes français, il obtient une mention honorable à l'Exposition universelle de Paris de 1889. 
Directeur de l’école de dessin de Niort, il a pour élève Pierre-Marie Poisson.